# Grippenbach
Der Grippenbach (auch Krippenbach) ist ein 2,5 km langes orografisch linkes Nebengewässer des Sunderbaches in Bielefeld in Nordrhein-Westfalen.

## Flussverlauf
Der Grippenbach entsteht im Süden des Bielefelder Stadtteils Brackwede unweit des Südrings sowie der Quelle seines Vorfluters Sunderbach in einem Waldstück und fließt in südwestliche Richtung ab. Bereits nach wenigen Metern nimmt das Gewässer den linksseitig zulaufenden Feldbach auf und durchquert daraufhin den als Rückhaltebecken genutzten und in ein Naherholungsgebiet eingebundenen rund vier Hektar großen Brackweder See.
Nach der Unterquerung der Bahnstrecke Hamm–Minden führt der Grippenbach zunächst durch bewaldetes Gebiet und mündet schließlich östlich von Ummeln auf einer als Worthbruch bezeichneten Wiesenfläche linksseitig in den Sunderbach. Das Gewässer befindet sich während seines gesamten Verlaufs ausschließlich auf dem Gebiet des Brackweder Stadtbezirks, da auch Ummeln diesem als Ortsteil angehört.
Der Grippenbach überwindet während seiner Fließstrecke einen Höhenunterschied von 20 Metern, somit ergibt sich ein mittleres Sohlgefälle von 8,0 ‰.

## Gewässergüte
Die Gewässergüte des Grippenbaches befindet sich laut dem Gewässergütebericht aus dem Jahr 2008 im Ober- und Mittellauf in einem sehr stark verschmutzten Zustand (Güteklasse III-IV). Der Grippenbach ist das einzige Gewässer im Bielefelder Stadtgebiet, das derzeit in diese Güteklasse eingestuft werden muss. Im Unterlauf kann jedoch zumindest wieder die Güteklasse II-III und somit eine kritische Belastung erreicht werden.

## Etymologie
Der Grippenbach, der im regionalen Sprachgebrauch auch "Krippenbach" genannt wird, war noch bis zum Beginn des 20. Jahrhunderts unter seiner niederdeutschen Bezeichnung "Greipenbach" bekannt. Unter einer "Greipe" (bzw. hochdeutsch "Greife") verstand man ein landwirtschaftliches einer Heugabel ähnliches Gerät, dessen Form an die sich verzweigenden Quellarme des Gewässers erinnerte. Der Bach "griff" mit seinen Quellarmen quasi in das östlich von Ummeln befindliche Sumpfgebiet ein und kam so zu seinem Namen. Im Laufe der Jahre wandelte sich der Name des Gewässers in "Grippenbach" bzw. in "Krippenbach", da man die ursprüngliche Bedeutung des Namens nicht mehr kannte und daher eine falsche Übersetzung in die hochdeutsche Sprache vornahm. Richtigerweise müsste der Name des Gewässers also "Greifenbach" lauten.